# Jacques Claude Beugnot
Jacques Claude Beugnot (ur. 25 lipca 1761, zm. 24 czerwca 1835 w Bagneux), hrabia de Beugnot, polityk francuski okresu ancien régime, Wielkiej Rewolucji Francuskiej, Konsulatu oraz I Cesarstwa.
Po wybuchu rewolucji związał się z klubem feuillantów. Następnie dołączył do klubu żyrondystów W 1791 roku został wybrany do Konwentu Narodowego. Po zamachu 9 thermidora, w wyniku którego władza żyrondystów została obalona, de Beugnot został aresztowany.
Po zamachu 18 brumair'a dokonanym przez Napoleona Bonapartego de Baugnot wrócił do czynnej polityki. Został mianowany prefektem departamentu Seine-Maritime, następnie członkiem Rady Stanu oraz ministrem finansów w rządzie króla Westfalii, brata Napoleona, Hieronima Bonaparte.
Tytuł hrabiego de Beugnot Jaques Claude otrzymał wraz z Krzyżem Wielkim Legii Honorowej.